# Сакадзаки, Юка
Юка Сакадзаки (яп. 坂崎 ユカ Сакадзаки Юка, род. 27 декабря) — японская женщина-рестлер, известная по выступлениям в Tokyo Joshi Pro Wrestling (TJPW) и All Elite Wrestling (AEW). В TJPW Сакадзаки дважды завоёвывала титул чемпионки, а также трижды титул командной чемпионки (дважды с Мидзуки и один раз с Сёко Накадзимой).

## Карьера в реслинге
До того как стать рестлером, Сакадзаки пыталась начать карьеру комика и записалась в то же агентство, что и её кумир Аяко Имото. Позднее раздавая листовки о выступлении музыкальной группы состоящей из рестлеров DDT Pro-Wrestling, Сакадзаки заинтересовалась реслингом и стала тренироваться в DDT Dojo.

### Tokyo Joshi Pro (2013-настоящее время)
Сакадзаки совершила свой дебют на ринге 1 декабря 2013 года в командном матче в Tokyo Joshi Pro Wrestling.
Летом 2014 года Юка Сакадзаки приняла участие в турнире Tokyo Princess Cup, где одолела Канну и Ноноко и дошла до полуфинала.
4 июня 2017 года Сакадзаки победила Ю и выиграла титул чемпионки TJPW, именуемый принцесса из принцесс. При первой же защите, 26 августа 2017 года, Сакадзаки проиграла титул Рэйке Саики. В октябре Сакадзаки и её напарница по команде Сёко Накадзима выиграли турнир и стали первыми командными чемпионками организации. 3 февраля 2018 года Сакадзаки и Накадзима проиграли титулы Neo Biishiki-gun (Адзуса Кристи и Сакисама). Летом 2018 года Сакадзаки снова приняла участие в турнире Tokyo Princess Cup, где в этот раз дошла до финала, где её одолела Ю. 4 августа Сакадзаки обединилась в команду с Мидзуки для участия в командном турнире Yeah! Metcha Tag Tournament. Они сумели выиграть турнир, а вскоре и вакантные титулы командных чемпионок одолев Маки Ито и Рэику Саики. Через 10 месяцев они проиграли титулы Neo Biishiki-gun (Мисао и Сакисама).
3 ноября 2019 года на шоу DDT Pro-Wrestling Ultimate Party 2019, Сакадзаки победила свою бывшую напарницу Сёко Накадзиму и во второй раз выиграла титул принцессы из принцесс. 4 января 2021 года Сакадзаки уступила титул Рике Тацуми.
9 октября 2021 года Сакадзаки и Мидзуки стали командными чемпионками во второй раз.

### All Elite Wrestling (2019-настоящее время)
В 2019 году было объявлено об участии Юки Сакадзаки в шоу All Elite Wrestling Double or Nothing, в битве три на три. 29 июня 2019 года Юка приняла участие в Fyter Fest, где проиграла в трёхстороннем поединке после того как Рихо удержала Найлу Роуз. 5 февраля 2020 года победила Бейкер, Бритт и была избита впоследствии. После этого не принимала участия в шоу AEW в течение года из-за пандемии коронавируса COVID-19.
15 февраля 2021 года приняла участие в турнире за претендентство на титул чемпиона мира AEW среди женщин, где в первом раунде одолела Мэй Суругу, в четвертьфинале Эми Сакуру, но проиграла Рё Мидзунами в полуфинале. 12 июля 2021 года на шоу AEW Dark Elevation победила Кайлинн Кинг. На Fyter Fest Сакадзаки победила Пенелопу Форд.

## Титулы и награды
- Tokyo Joshi Pro Wrestling
  - Princess of Princess (2 раза)[20]

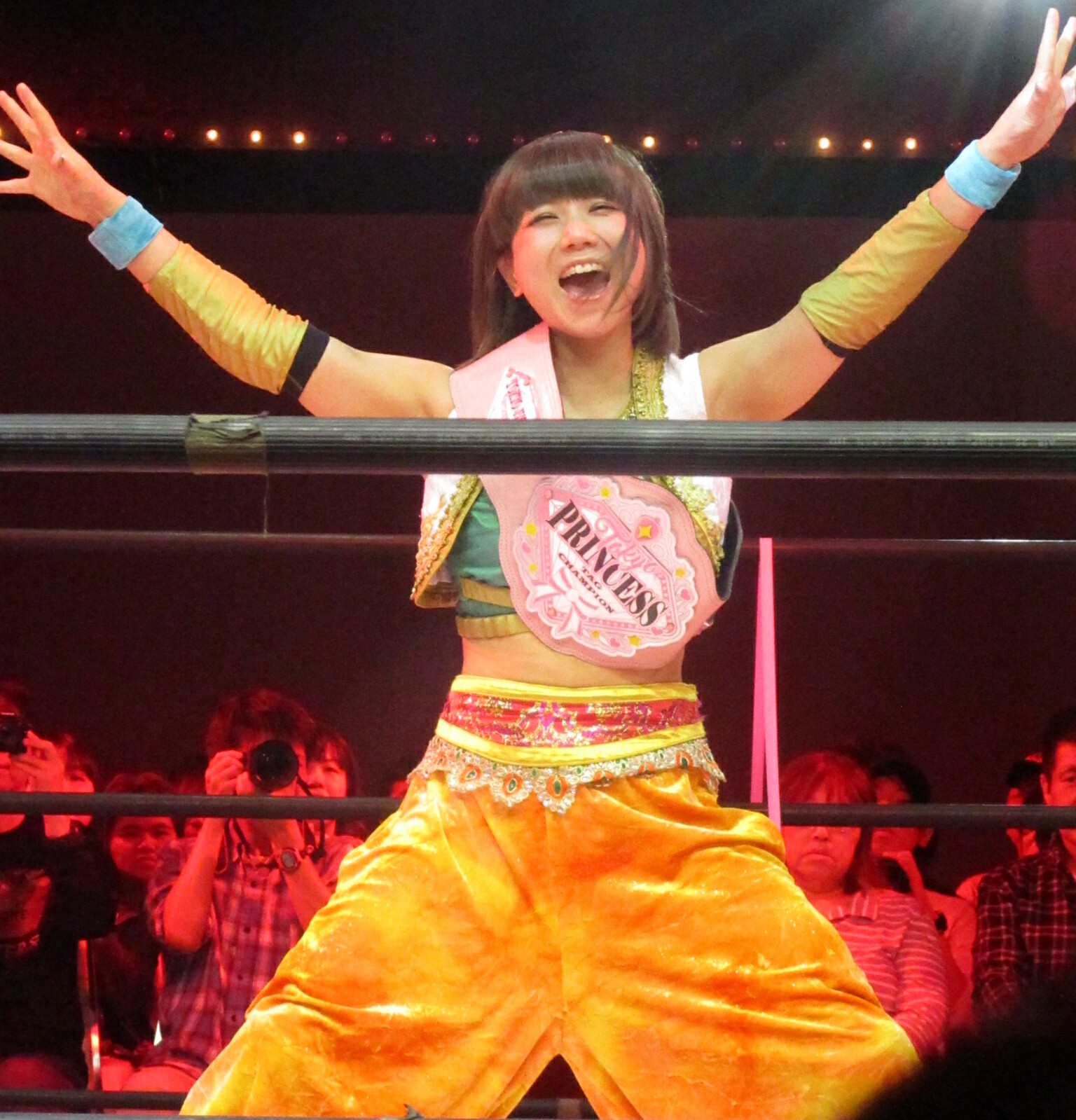
Юка Сакадзаки с титулом командной чемпионки TJPW.

  - Princess Tag Team (3 раза) — с Сёко Накадзимой (1)[21] и с Мидзуки (2)[22]
  - Tokyo Princess Tag Team Championship Tournament (2017) — с Сёко Накадзимой[21]